# Marijan
Marijan je moško osebno ime.

## Izvor imena
Ime Marijan je različica moškega osebnega imena Marjan.

## Pogostost imena
Po podatkih Statističnega urada Republike Slovenije je bilo na dan 31. decembra 2007 v Sloveniji število moških oseb z imenom Marijan: 3.518. Med vsemi moškimi imeni pa je ime Marijan po pogostosti uporabe uvrščeno na 71. mesto.

## Osebni praznik
V koledarju je ime Marijan zapisano 17. januarja (Marijan, diakon in mučenec, † 17. jan. v 3. stol.), 30. aprila (Marijan, mučenec) ter 19. avgusta (Marijan puščavnik iz francoskega mesta Bourges, † 19. avg. v začetku 6. stoletja).